# 戈部
戈部（かぶ）は、漢字を部首により分類したグループの一つ。
康熙字典214部首では62番目に置かれる（4画の2番目）。

## 概要
戈の字は武器の一つである戈を表し、その形に象る。長い柄の矛先にかぎ状の両刃をつけた武器。
偏旁の意符としては武器や戦いに関することを示す。上から右にかけてか、右に置かれる。
戈部はこのような意符を構成要素に持つ漢字を収める。

## 部首の通称
- 日本：ほこがまえ、ほこづくり、たすき、かのほこ
- 中国：戈字旁
- 韓国：창과부（chang gwa bu、槍の戈部）
- 英米：Radical Halberd

## 部首字
戈
- 中古音
  - 広韻 - 古禾切、戈韻
  - 詩韻 - 歌韻、平声
  - 三十六字母 - 見母
- 現代音
  - 普通話 - ピンイン：gē 注音：ㄍㄜ ウェード式：ko 1
- 日本語 - 音：カ（クヮ）（漢音・呉音） 訓：ほこ
- 朝鮮語 - 音：과(gwa) 訓：창（chang、槍）

## 例字
- 戈・戊・戌・𢦏・戎・成・戒・我・𢦒・或・戔・戚・戟・戮・戰（戦）・𢨋・戲（戯）・戳・戴・㦽・𢨣

### 最大画数
戵